# 志賀直道
志賀 直道（しが なおみち、1827（文政10年） - 1906年（明治39年））は、旧相馬藩（陸奥相馬中村藩）の家臣であり、二宮尊徳の門人。小説家・志賀直哉の父方の祖父。相馬事件では、旧藩主相馬誠胤を毒殺した疑いで告訴され、73日間拘留されたが、証拠不十分で釈放される。晩年は禅学に親しみ、数え80歳まで生きる。食道癌で死去。墓所は青山霊園。

## 経歴
磐城国相馬中村の城下町に生まれ、相馬藩で相馬家立て直しに尽力する。足尾銅山の経営にも関わった。

## 参照
- ［資料]相馬事件について
- 『相馬家騒動実録』正編 照魔真人（文昌堂、1893年）